# Nemanja Supić
Nemanja Supić (Gacko, 12. siječnja 1982.) je bivši bosanskohercegovački nogometni vratar. Trenutačno je trener vratara u Crvenoj zvezdi.

## Karijera
Svoju karijeru Supić je započeo u Mladosti iz rodnog Gacka. Kasnije ju je nastavio u obrenovačkom Radničkom, Bežaniji, Zemunu i Voždovcu. Nakon 30 odigranih utakmica u dresu Voždovca prelazi u Javor gdje također brani u 30 utakmica. Dok je branio za Javor primijetio ga je izbornik BIH reprezentacije i pozvao ga na kvalifikacijski ogled s Belgijom. Pokažavši se u dobrom svijetlu za reprezentaciju BIH je branio još sedam puta. Dobre prezentacije u reprezentaciji i klubu osigurale su mu transfer u ciparski Anorthosis. Za ciparski klub je branio u samo 3 utakmice, a nakon ispadanja iz Kupa UEFA dobiva raskid ugovora. Na kraju pronalazi aganžman u rumunjskom Temišvaru.

## Vanjske poveznice
- Profil na Transfermarktu
- Profil na Soccerwayu